# Bartomeu Martí
Bartomeu Martí, el cardenal de Sogorb (València, entre 1430 i 1440 - Roma el 25 de març de 1500) va ser un cardenal valencià del segle xv.

## Biografia
Nebot de Joana de Borja (germana de Calixt III), muller de Mateu Martí. Va ser fet cardenal per Alexandre VI el 1496.
Bartomeu Martí va ser cubiculari pontifici del cardenal Roderic Borja, el futur papa Alexandre VI. Va ser elegit bisbe de Sogorb-Albarrasí l'any 1473, diòcesi que no visità mai. L'any 1487 va a Roma i s'hi queda la resta de la seva vida. Martí va ser abat comandatari d'Ambournay i canceller del cardenal Borja.
El papa Alexandre VI el fa cardenal en el consistori del 19 de febrer de 1496. És nomenat administrador apostòlic de la diòcesi de Bagnoregio l'any 1497 i és Camarlenc del Col·legi Cardenalici l'any 1499 i 1500. El 1498 va renunciar el bisbat de Sogorb a favor de Joan Marrades, mort el qual (1499) el reprengué, i el tornà a renunciar el 1500 a favor del seu nebot Gilabert Martí. Ferran II ennoblí la seva família.
A partir de 1499 va ser bisbe de Toul.